# Robert Thiem
Robert Philipp Thiem (* 8. November 1905 in Jena; † 13. Dezember 1986 in Hamburg-Altona) war ein deutscher Schauspieler bei Bühne, Film und Fernsehen und ein Theaterregisseur.

## Leben und Wirken
Thiem erhielt seine Ausbildung an der von Max Reinhardt gegründeten Schauspielschule des Deutschen Theaters zu Berlin, aus der die heutige Hochschule für Schauspielkunst Ernst Busch hervorging. In jungen Jahren wirkte er an zahlreichen deutschen Bühnen wie dem Berliner Komödienhaus und dem Frankfurter Künstlertheater für Rhein und Main. Später ließ man Thiem auch Regie führen. Parallel dazu trat er (noch zu Stummfilmzeiten) auch vor die Kamera und spielte zunächst überwiegend Söhne (wie in Madame Lu, die Frau für diskrete Beratung und Alimente) oder beste Freunde des Helden (wie in Im Prater blüh’n wieder die Bäume). Mit der Machtergreifung und seiner Mitwirkung in dem braunen Propagandafilm Hans Westmar schien Thiems Filmkarriere an Fahrt zu gewinnen.
Doch bald erhielt der Nachwuchskünstler kaum mehr Angebote vom Film und Thiem kehrte noch vor seiner Einberufung im Zweiten Weltkrieg zur hauptstädtischen Bühne zurück und spielte bis 1943 an Berlins Lichtburg, der Volksbühne und erneut dem Komödienhaus. Seine letzte Verpflichtung vor der Schließung aller deutscher Spielstätten im Sommer 1944 führte Thiem an eine Gastspieldirektion zur Truppenbetreuung. Auch gleich nach dem Krieg schloss er sich einer Gastspielbühne an, die ihn diesmal nach Hamburg führte. Die Hansestadt an der Elbe wurde schließlich Thiems neue Heimat, und er trat dort an Spielstätten wie den Hamburger Kammerspielen und dem Ohnsorg-Theater auf. Nach vier Jahrzehnten Abwesenheit kehrte Robert Thiem auch vor die Kamera zurück und wirkte in einigen Fernsehproduktionen, darunter mehrere Folgen einzelner Serien, zurück. Er starb 1986 in Hamburg-Altona.
Von 1931 bis zur Scheidung 1943 war Robert Thiem mit seiner Berufskollegin Margarethe Meyerink verheiratet.

## Filmografie
- 1927: Venus im Frack
- 1927: Wenn Menschen reif zur Liebe werden
- 1928: Dein ist mein Herz (Kurztonfilm)
- 1929: Alimente
- 1929: Im Prater blüh’n wieder die Bäume
- 1929: Madame Lu, die Frau für diskrete Beratung
- 1930: Namensheirat
- 1931: Der Tanzhusar
- 1933: Hans Westmar
- 1933: Kleines Mädel – großes Glück
- 1933: Drei Kaiserjäger
- 1934: Nur nicht weich werden, Susanne!
- 1934: Die Katz’ im Sack
- 1937: Der Berg ruft
- 1939: Der Feuerteufel
- 1979: Nero (Fernsehfilm)
- 1982: St. Pauli-Landungsbrücken (TV-Serie, eine Folge)
- 1981: Unheimliche Geschichten (TV-Serie, eine Folge)
- 1983: Konsul Möllers Erben (TV-Serie, eine Folge)
- 1984: Nebenwirkungen (Fernsehfilm)